# Bitwa na przełęczy Wyrbica
Bitwa na przełęczy Wyrbica – starcie zbrojne, które miało miejsce 26 lipca 811 r. między wojskami bizantyńskimi a  bułgarskimi. Bitwa uważana jest za jedną z największych klęsk w historii Bizancjum.

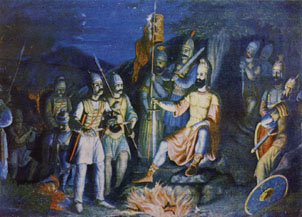
Krum otrzymujący jako trofeum głowę zabitego Nicefora

## Tło
Po pokonaniu Awarów około 803, chan bułgarski Krum skierował swoją ekspansywną politykę w kierunku Bizancjum. W roku 809 Bułgarzy zdobyli bizantyńską twierdzę w Serdice, wymordowali garnizon i zburzyli fortyfikacje.
Przez następne dwa lata cesarz Nicefor I Genik przygotowywał się do kampanii przeciwko Bułgarom. Na przygranicznych terenach cesarz rozpoczął osiedlanie rodzin anatolijskich stratiotów. W 811 Nicefor i jego syn Staurakios uderzyli na państwo bułgarskie. Cesarz zebrał armię składającą się z wojsk europejskich i anatolijskich, a także przybocznej gwardii cesarskiej.
Dnia 10 lipca 811 r. armia bizantyjska założyła obóz na granicy bułgarskiej. Następnego dnia Bizantyjczycy rozpoczęli liczne pozorowane ataki. Tymczasem wykorzystując czas Bułgarzy wzmocnili swoje siły. Nicefor podzielił swoją armię na 3 części, z których każda pomaszerowała inną drogą w kierunku stolicy chanów – Pliski. Po dotarciu do miasta Nicefor przypuścił szturm zdobywając miasto, które zostało doszczętnie splądrowane w dniu 20 lipca. Bizantyjczycy spalili m.in.: pałac Kruma. Nicefor zignorował ofertę chana, który zaproponował mu zawarcie pokoju, gdyż liczył na całkowite zniszczenie Bułgarii.

## Przebieg bitwy
Dnia 25 lipca armia bizantyjska wpadła w pułapkę, gdy podeszła w pobliże zbudowanej przez Bułgarów barykady w dolinie rzeki Kamczija. Nicefor zorientował się w sytuacji, zdecydował się jednak rozbić obóz na przełęczy Wyrbica, gdyż Bułgarzy zablokowali palisadą drogę odwrotu. Siły Kruma wzmocnione posiłkami awarskimi i słowiańskimi zaatakowały rankiem 26 lipca śpiących przeciwników. Bizantyjczycy, całkowicie zaskoczeni nie byli w stanie sformować szyków obronnych. Cesarz i najwyżsi dostojnicy zostali zabici, ocalała jedynie niewielka część armii z Michałem Rangabe i ciężko rannym Staurakiosem. 

## Po bitwie
Głowę Nicefora Krum wystawił na widok publiczny wbitą na pal, zaś z jego czaszki sporządził sobie puchar. Staurakios ciężko ranny zdołał z resztkami wojska przebić się do Adrianopola, jednak jego stan zdrowia był tak zły, że 2 października cesarzem został obwołany Michał I. Przez kolejne dwa lata Krum przypuszczał ataki na ziemie Bizancjum, nie był jednak w stanie zdobyć Konstantynopola. W 813 Michał I starając się odeprzeć wroga, ponownie został pobity w bitwie pod Wersiniką. Dopiero po śmierci Kruma w roku 814 bułgarskie niebezpieczeństwo zostało zażegnane.